# Tour de Flandes 1957
El Tour de Flandes 1957, la 41.ª edición de esta clásica ciclista belga. Se disputó el 31 de marzo de 1957.
El ganador fue el belga Fred de Bruyne, que se impuso al esprint en la llegada a Wetteren. Los también belgas Jef Planckaert y Norbert Kerckhove fueron segundo y tercero respectivamente. 

## Clasificación General
| Posición | Ciclista          | Equipo                               | Tiempo     |
| -------- | ----------------- | ------------------------------------ | ---------- |
| 1        | Fred de Bruyne    | Carpano-Coppi                        | 5h 58' 00" |
| 2        | Jef Planckaert    | Peugeot-BP                           | m. t.      |
| 3        | Norbert Kerckhove | Faema-Guerra                         | m. t.      |
| 4        | Nicolas Barone    | Saint-Raphaël-R. Geminiani-Quinquina | m. t.      |
| 5        | Yvo Molenaers     | Plume Sport                          | m. t.      |
| 6        | Gastone Nencini   | Leo-Chlorodont                       | m. t.      |
| 7        | Seamus Elliott    | Helyett-Potin                        | m. t.      |
| 8        | Frans Schoubben   | Peugeot-BP                           | m. t.      |
| 9        | Agostino Coletto  | Carpano-Coppi                        | m. t.      |
| 10       | Désiré Keteleer   | Carpano-Coppi                        | m. t.      |